# Departamento de Bermejo (kommun i Formosa)
Departamento de Bermejo är en kommun i Argentina.   Den ligger i provinsen Formosa, i den norra delen av landet, 1 200 km norr om huvudstaden Buenos Aires.
I omgivningarna runt Departamento de Bermejo växer i huvudsak lövfällande lövskog. Trakten runt Departamento de Bermejo är nära nog obefolkad, med mindre än två invånare per kvadratkilometer.